# Томас Хюит
Томас Хюит е сериен убиец от филма Тексаско клане (The Texas Chain Saw Massacre), брутално убиващ повечето от жертвите си с моторна резачка.

## Прототип
Разпространена заблуда е, че филмът Тексаско клане е направен по действителен случай. Филмът е вдъхновен от реален сериен убиец на име Ед Гийн, но историята му не се покрива със сюжета на филма, който е напълно измислен.

## Филм
По-нататък се преразказва измислената история на Томас Хюит. През 1939 г. семейство Хюит намира новородено дете в кофа за боклук. Това дете има дефект на лицето и голям белег на лявата буза. Децата от училището му се подиграват и когато пораства, се пристрастява към убийства. Започва да работи като кожар в близката кланица. Скоро научава новината, че затварят кланицата, много се ядосва и вечерта на затварянето убива собственика ѝ. После започва да убива хора, за да изхранва семейството си, понеже градът, където живеят, е изоставен. От 1969 до 1973 година заедно с шантавото си семейство успява да убие по ужасен начин 33 души, след което ги изяждат.
Това се случва в щата Тексас и тези убийства се считат за най-ужасните и садистични в анализите на американската история. Този масов убиец е наречен Коженото лице.